# Gambulu
Gambulu fou un estat arameu situat a la Baixa Mesopotàmia, a la part del Tigris, al nord de Bit Yakin i al sud de Puqudu. Ocupava la part central de la meitat sud de la Baixa Mesopotàmia quedant a l'est de Nippur. La seva capital era Gambulu a la riba del Tigris a uns 50 km al nord de la moderna Kut al-Amara. La ciutat principal que dominaven era Dur Athara que quan fou conquerida per Sargon II va deportar a 18.000 habitants. Sargon II diu que els gambuli tenien 44 ciutats fortificades.
El 710 aC en la campanya de Sargon II a Babilònia, les tribus aramees de Gambulu (Gambuli), de Rua (Rashu), Khindaru, Yatburu, Pushuru i altres van patir greus derrotes, destacant la batalla d'Uknu; amb aquests territoris es va crear la província de Gambulu amb capital a Dur-Nabu, antigament Dur-Atkhara o Dur-Athara, tallant les vies entre el rei babiloni i els seus aliats d'Elam. Els assiris van creuar l'Eufrates i van ocupar el petit estat caldeu de Bit Dakkuri, i Merodac-Baladan rei caldeu de Babilònia i Bit Yakin, no es va arriscar a una batalla i es va retirar cap a Yatburu al País de la Mar mentre demanava desesperadament ajuda a Elam.
El 692 aC els babilonis dirigits per Mushezib-Marduk (Mušezib-Marduk), van preparar una coalició amb les tribus dels Zagros (Parsua, Ellipi, Puqudu, Gambulu), alguns estats caldeus entre els quals s'assenyala al príncep Samunu o Nabu Shuma Ishkun de Bit Yakuni (Bit Yakin), fill de Merodac-baladan) i amb els elamites, al nou rei dels quals, Umman-minanu o Humbanumena III (Ḫumban-nimena II), van oferir els tresors de l'antic temple d'E-sagila com a estímul perquè es posés al seu costat. Molts pobles de les províncies assíries de nova creació es van posar també contra els assiris. El cap militar de la coalició fou l'elamita Humban-untash (Ḫumban-untaš). Les forces de la coalició van anar a Babilònia, situació descrita pels cronistes assiris: "eren como un gran eixam de llagostes; la pols produïda pels seus peus era com una turmenta en la qual l'amplada del cel es cobreix d'un gran nuvol". Les forces col·ligades i les assíries es van trobar a Khalule a la regió de Samarra. La crònica assíria (annals) descriu la batalla com una victòria: "Amb crits de sang i foc es llançaren un sobre l'altra i els enemics del gran rei va patir una tremenda carnisseria". Aquesta victòria no degué ser tan important, perquè després de la batalla Sennàquerib es va retirar a Assíria sense perseguir a les forces que suposadament havia derrotat ni va apartar l'usurpador del tron; si realment va obtenir la victòria seria a costa d'unes pèrdues que no podien ser compensades aquell mateix any.
El 674 aC Elam, sota el nou rei Urtak o Urtaku (675-664 aC) va fer un atac a territori de Babilònia, amb matances i saquejos, arribant fins a la ciutat de Sippar. La "Crònica Babilònia" esmenta aquest atac, que no va tenir conseqüències i no hauria produït cap reacció assíria contra Elam. Però la tribu dels gambuli havia donat suport a la incursió i Assíria va decidir que convenia el seu càstig; el seu príncep Bel-iqisha, no va gosar a una batalla i es va rendir entregant als assiris el control de la fortalesa de Shapi-Bel, una mena de posició avançada contra els atacs elamites.
El 653 aC va esclatar la guerra entre Assíria i Elam per la província assíria de Gambulu que el 674 aC havia donat suport als elamites i que Assurbanipal va decidir castigar. Alhora, el rei Teumman d'Elam volia assentar el seu poder intern enfront dels prínceps que no el reconeixien i s'havien exiliat (Teumman no era l'hereu legítim del tron elamita i molts notables del país es van passar a Assurbanipal inclòs el fill gran del rei anterior, Urtaku, de nom Humbannikash; Assurbanipal va refusar entregar aquests nobles a Teumman), i va fer una incursió al nord de Babilònia per forçar al rei Assurbanipal a entregar-li als refugiats. Assurbanipal que estava celebrant un festival religiós a Assíria, no el va atacar directament, sinó que va enviar l'exèrcit a Dur-ilu, la fortalesa de la frontera d'Elam, tallant la retirada als elamites que van haver de tornar a la seva capital Susa a través d'un llarg camí per sota del riu Ulai o Ulaya (probablement el modern Karun o alternativament el Karkheh) i fou perseguit pels assiris que el van atrapar poc abans de Susa i el van derrotar a la proximitat del riu a Tulliz (moderna Tell Tuba). Poc després Teumman era capturat i executat i tots els districtes d'Elam es van rendir. El cap de Teumman fou portat a Nínive on va ser exposat al públic a la porta de la ciutat. Durant la campanya, Gambulu i els gambulis van estar revoltats, sota la direcció de Dunanu (o Dunadu) i Sam'agunu, successors del seu pare Bel-igisha (Bel Bassa) que havia mort un temps abans, i que a diferència del seu pare no van ser fidels a l'aliança assíria, igual com va passar després amb Nabu-naid i Bel-etri, fills de Nabu-shum-eresh (governador de Nippur). Els assiris es van dirigir a la capital de Gambulu, Shapi-Bel, que fou ocupada i destruïda. Els quatre caps gambulis foren enviats a Nínive carregats de cadenes.
Rubuu fou una de les tribus aramees de la Baixa Mesopotàmia. L'estat de Rubuu estava al centre del país entre Harilu i l'estat caldeu de Bit Yakin segons una inscripció de Teglatfalassar III. El territori fou sotmès per Sargon II en la campanya del 710 aC contra Babilònia i fou agregat a la província de Gambulu. El 692 aC la tribu fou part de la coalició que va enfrontar als assiris a la batalla d'Halule o Khalule (Samarra).

## Reis
- Bunanu, en temps d'Assarhaddon (681-669 aC)
- Bel-iqiša (fill), vers 675-663 aC
- Dunanu (fill) vers 663-653 aC
- Sam'gunu (germà, junt amb l'anterior) vers 663-653 aC
- Nabu-šumi-ereš (de Nippur), vers 663 aC
- Nabonides (Nabu-naid) (fill) vers 653
- Bel-etri (germa, junt amb l'anterior) vers 653
- Marduk-šarri-usur vers 573 aC
- Zeria, vers 569 aC